# 닥터 깽
《닥터 깽》(Dr. 깽)은 2006년 4월 5일부터 2006년 5월 25일까지 방영된 미니시리즈이다.

## 등장인물

### 주요 인물
- 양동근 : 강달고 역 - 일명 양아치, 가짜 의사
- 한가인 : 김유나 역 - 일명 폭탄공주, 의사
- 이종혁 : 석희정 역 - 검사

### 주변 인물
- 김혜옥 : 연지 역 - 달고의 어머니
- 김학철 : 송광호 역 - 상어파 보스
- 김정태 : 조장식 역 - 상어파 넘버 쓰리
- 박시은 : 이혜영 역 - 유나의 고교동창, 올케
- 하석진 : 김진규 역 - 유나의 동생. 감만 부두 철의 노동자
- 오광록 : 봉은탁 역 - 몰락한 병원의 알콜홀릭 원장
- 조미령 : 소마리 역 - 몰락한 병원의 수간호사
- 최재원 : 김형사 역 - 유나의 오빠
- 정겨운 : 배형사 역 - 김형사의 파트너
- 유태성 : 택수 역 - 상어파 똘마니
- 김수겸 : 순애 역 - 진규의 직장동료. 쓰리의 옛애인

### 그 외 인물
- 원태희 : 봉수 역 - 사기꾼. 달고 친구
- 정명준 : 의사 역 - 유나 선배
- 추교진 : 깡패 역
- 김하균 : 황검사 역